# حق المرأة في الاقتراع في سويسرا

ظفرت المرأة السويسرية الحق في الاقتراع في الانتخابات الاتحادية بعد استفتاء أُجري في فبراير 1971. وشاركت في تصويت اتحادي لأول مرة في انتخابات المجلس الاتحادي في 31 أكتوبر 1971. في عام 1991، بعد قرار من المحكمة الاتحادية العليا في سويسرا، أصبحت أبينزل إينرهودن آخر كانتون سويسري يمنح النساء حق الاقتراع في القضايا المحلية؛ أبينزل إينرهودن هو الكانتون الأصغر في سويسرا وبلغ عدد سكانه نحو 14100 نسمة في عام 1990.
جرى قبل ذلك استفتاء حول حق المرأة في الاقتراع في 1 فبراير 1959 لكن غالبية الرجال السويسريين (67%) صوتوا ضده. على الرغم من ذلك، حصلت النساء في بعض الكانتونات الناطقة بالفرنسية على حق التصويت في الاستفتاءات المحلية. انتُخبت ترودي سبات شفايزر لتكون أول امرأة سويسرية تتولى منصبًا سياسيًا، في حكومة بلدية ريهين في عام 1958.

## النظام السياسي السويسري والاقتراع العام
تُعد أهمية الديمقراطية المباشرة في النظام السياسي السويسري السبب الرئيس خلف تأخر لحاق سويسرا بالبلدان الأوروبية الأخرى في ما يخص حق المرأة في الاقتراع. تطلب إقرار حق الاقتراع الفدرالي الإقطاعي العام تصويت أغلبية الناخبين الرجال لإقامة استفتاء للرأي. بالإضافة إلى ذلك، يجب أن توافق غالبية المقاطعات على إقامة إصلاح دستوري وفدرالي جديد مماثل. يُعد الارتباط الوثيق بين حق الاقتراع والخدمة العسكرية للرجال في الجيش السويسري سببًا آخر لأفضلية الذكور على الإناث في الاقتراعات، فهو حق مكفول للرجال منذ دستور عام 1948. تُعد سويسرا البلد الوحيد الذي يمنح حق التصويت العام من خلال إجراء استفتاء للرأي.

## تمثيل المرأة في المؤسسات السياسية

### الجمعية الاتحادية
ارتفع عدد النساء في المجلس الوطني السويسري (المجلس الصغير التابع للجمعية الفدرالية السويسرية) من 10 ممثلات في عام 1971 إلى خمسين ممثلة في عام 2003، وارتفع عدد الإناث في نفس العام من ممثلة واحدة إلى إحدى عشرة ممثلة في عضوية مجلس الولايات السويسري ذي الأربعين عضوًا والذي يُعد المجلس الأعلى التابع للجمعية الفدرالية. ارتفعت هذه الأرقام بحلول عام 2015، إذ أصبح هناك نحو أربعة وستين ممثلة من أصل مئتي عضو (32%) في عضوية المجلس الوطني، وسبعة ممثلات من أصل 46 عضوًا (15%) في مجلس الولايات.
أصبحت ليز جيراردين (عضو في الحزب الليبرالي الراديكالي السويسري) أول امرأة تشغل منصب المستشار في مجلس الولايات منذ عام 1979 وحتى عام 1975، بالإضافة إلى كونها أول امرأة تشغل منصب المحافظ لإحدى المدن السويسرية، وبالتحديد جنيف في عام 1968.

### المجلس الاتحادي
المجلس الفدرالي
تُعد السويسرية إليزابيث كوب أول أنثى تحصل على عضوية في المجلس الفدرالي السويسري ذي الأعضاء السبعة، إذ خدمت منذ عام 1984وحتى عام 1989.
تُعد روث دريفوس ثاني أنثى تظفر بعضوية الاتحاد الفدرالي السويسري، إذ خدمت منذ عام 1993 وحتى عام 1999، وانتُخبت أول رئيسة للاتحاد السويسري في عام 1999.
خدمت كل من ميشلين كالمي راي وروث ميتزلر آرنولد بصفتهما عضوين في الاتحاد الفدرالي السويسري منذ عام 1999 وحتى عام 2003؛ عندما فشلت روث ميتزلر آرنولد في الفوز بعضوية جديدة في انتخابات عام 2003، تقلص العدد إلى عضو واحد ممثل عن الإناث في الاتحاد. بفوز دوريس ليوتارد في انتخابات عام 2006، ارتفع العدد مجددًا إلى اثنين، وارتفع العدد لاحقًا إلى ثلاثة بفوز إيفلين ويدمرشلومبف في يناير عام 2008 . انتُخبت ميشلين كالمي راين بعد ذلك رئيسةً للاتحاد السويسري في دورتين متتاليتين عامي 2007 و2011.
تحول المجلس الفدرالي إلى أغلبية نسائية لمدة سنتين بقدوم سيمونيتا سوماروجا في الثاني والعشرين من شهر سبتمبر عام 2010. انتُخبت دوريس ليوتارد رئيسةً للمجلس السويسري لعامي 2011 و2017، وانتُخبت إيفلين ويدمر شلمف في عام 2012، وسيمونيتا سوماروجا في عام 2015. بعد ذلك، تقلص عدد الإناث إلى ثلاثة أعضاء في عام 2016.
بدءًا عام 2018، أصبحت كل من المستشارة الفدرالية دوريس ليوتارد، بصفتها رئيسة القسم الفدرالي للبيئة، والنقل، والطاقة، والاتصالات (دي إي تي إي سي) (والعضو في الحزب الفدرالي الديمقراطي)، وسيمونيتا سوماروجا، بصفتها رئيسة القسم الفدرالي للعدالة والسياسة (إف دي جاي بّي) (والعضو في الحزب الديمقراطي الاجتماعي)، العضوين الممثلين عن الإناث في الفرع التنفيذي للاتحاد السويسري.
تُعد دوريس ليوتار صاحبة أطول فترة خدمة في منصب المستشار الفدرالي (انتُخبت في عام 2016).

### على مستوى الكانتونات
بدءًا من عام 2018، عملت 37 امرأة في مديريات الكانتونات (24% من أصل 117)، ووصل عدد الممثلات عن الإناث في برلمانات الكانتونات إلى 722 (27.7% من أصل 1887).

### على مستوى البلديات
بدءًا من عام 2017، عملت 277 امرأة في مديريات المدن (26% من أصل 789)، ووصل عدد الممثلات عن الإناث في برلمانات المدن إلى 1,598 (31.3% من أصل 3,508).
أصبحت ليز جيراردين أول أنثى تشغل منصب المحافظ لإحدى المدن السويسرية (جنيف) في عام 1968، بالإضافة إلى شغلها منصب أول مستشارة للولايات السويسرية (1971-1975).
نُصّبت كورين ماوخ (العضو في الحزب الاجتماعي الديمقراطي) محافظةً لمدينة زيوريخ أكبر المدن السويسرية منذ عام 2009. وبحلول الرابع من مارس عام 2018، أُعيد انتخابها عمدةً في الجولة الأولى بإجماع الأصوات لأربع سنوات أخرى.
صرحت ماوخ بأنها مثلية الجنس علنًا، وهي حاليًا في علاقة حميمة مع عشيقتها.

## التسلسل الزمني

### دستور 1848
شدد دستور سويسرا لعام 1848، وهو أصل سويسرا الحديثة، على المساواة في نظر القانون لجميع المواطنين السويسريين، بيد أن هذه المساواة لم تشمل النساء بصورة علنية.
ونتيجة لذلك، فإن القوانين التي تلت الدستور السويسري لعام 1848 وضعت النساء بشكل صارم في منزلة قانونية متدنية.

### النقاش حول حقوق المرأة 1860-1887
منذ عام 1860 وحتى عام 1874، تأسست أولى الحركات النسائية، وتماشيًا مع تطورات العصر، حصل أول تعديل للدستور في عام 1874؛ أصبحت قضية حقوق المرأة على رأس المطالب الشعبية في النقاشات السويسرية المختلفة. في عام 1886، قُدمت أول عريضة من قبل مجموعة من النساء البارزات بقيادة ماري غوغ بوشولين إلى الجمعية الفدرالية. جذبت هذه المبادرة الانتباه إلى إقرار أول مادة تختص بحقوق النساء نُشرت في صحيفة زيورخ بوست اليومية المرموقة بواسطة ميتا فون ساليس تحت عنوان أفكار المرأة في العصر الحديث المبهم في عام 1887. في وقت سابق من نفس العام، طالبت إيميلي كمبين سبيري بحقها من المحكمة الفدرالية في ممارسة مهنة المحاماة وقوبل طلبها بالرفض.

### منظمات حقوق المرأة 1893-1898
في عام 1893، أسست النساء في زيوريخ اتحادًا من أجل مساعي المرأة، والذي ركز على حقوق النساء. في عام 1894، نظمت فون ساليس بعض الندوات في بعض المدن السويسرية الكبيرة بعنوان حق المرأة في الاقتراع. لم تحظَ مؤتمرات فون ساليس بنجاح واسع وجابهتها عدة مظاهرات عنصرية أحيانًا. بعد تلك الحادثة بعامين، أُقيم أول مؤتمر للمرأة السويسرية في مدينة جنيف. كانت هناك مطالبات واسعة من بعض الرجال لإقامة حلف مشترك موحد مع النساء، وفي نفس الوقت طالبوا أيضًا بضرورة الاعتدال في المطالب. نظرًا إلى أهمية هذه المطالب المرغوب فيها بشدة في النقاشات العامة، أُنشئت أول لجنة برلمانية معنية بالنظر في «مطالب المرأة».

### التطورات والمعارضة 1900-1959
في مطلع القرن العشرين، توسعت النشاطات النسائية في كافة المدن السويسرية وشُكلت عدة منظمات معنية بحقوق المرأة مثل منظمة الدفاع عن حق المرأة في الاقتراع. كان كل من اتحاد الجمعيات النسائية السويسرية برئاسة هيلين فون مولينن (المعروف باسم التحالف إف منذ عام 1999) والتحالف السويسري لحق المرأة في الاقتراع من أبرز المنظمات النسائية وأهمها في القرن العشرين.
تعثر توسع الحركات المؤيدة لحقوق المرأة بسبب ظهور مشاكل خطيرة إبان الحرب العالمية الأولى. على الرغم من هذا التعثر، حظيت التحالفات النسائية بأعمال نفعية مشتركة كحال اغلب المنظمات والحركات السويسرية، نظرًا إلى أن سويسرا حينها لم يكن لديها نظام ضمان اجتماعي.
احتل مطلب حق المرأة في الاقتراع المرتبة الثانية في قائمة المطالب التسعة التي طالب المحتجون بتنفيذها في الإضراب الذي حصل في سويسرا عام 1918. نفذت المستشارتان الوطنيتان هيرمان غروليتش وإميل غوتيشيم (عضو في الحزب الديمقراطي الحر) أول مطلبين على المستوى الفدرالي لحق المرأة في الاقتراع في ديسمبر من عام 1918. طالب الاتحاد الفدرالي السويسري من خلال مذكرتين «بتقديم تقرير ومذكرة للدستور السويسري مطالبًا إياه بالمساواة بين الذكور والإناث السويسريين في ما يخص حقوق وأهلية المشاركة في الانتخابات».
في شهر يونيو من عام 1919، وبعد مرور نصف عام، جهزت 158 جمعية نسائية عريضةً للحصول على دعم للمذكرتين. نتيجة لذلك، قبِل المجلس الوطني المذكرتين المقدمتين من غروليتش وغوتيشيم وأبرمهما المجلس الفدرالي. على الرغم من قبول المذكرتين وإبرامهما، أجّل المستشار الفدرالي هاينريش هابرليت، المسؤول عن إنفاذ المذكرتين، تفعيلهما بحجة بروز بعض المشاكل الطارئة. عقب تلك الحادثة بخمسة عشر عامًا، وتحديدًا في عام 1934، سلم هاينريش هابرليت المذكرتين إلى خليفته في المنصب موجهًا إياه بالملاحظة التالية: «المذكرتان المعنيتان بحق المرأة في الاقتراع موجودتان في الدرج الأوسط على الجهة اليمنى من مكتبك».
جهزت ثلة من النساء في مدينة برن شكوى دستورية في عام 1923. طالبن بتطبيق حقهن في الاقتراع في القضايا المجتمعية والاقتصادية والفدرالية، بيد أن شكواهن قوبلت بالرفض من قبل المحكمة الفدرالية بحجة القوانين العرفية السويسرية.
عقب تلك الحادثة بخمسة أعوام، قدّم ليونارد جيني مذكرة جديدة للمجلس الفدرالي مؤكدًا فيها أن مصطلح «Stimmbürger» (أي الناخب) باللغة الألمانية يشمل كلا الجنسين (الذكور والإناث)، بيد أن عريضته قد قوبلت بالرفض أيضًا للأسباب الآتية:
«عندما يدعي شخص ما أن مصطلح الناخب من المفترض يشمل أيضًا النساء السويسريات، فإن هذا الشخص يتجاوز حدود التفسيرات الدستورية المسموح بها ما يؤدي إلى ارتكاب تصرف خاطئ يناقض الحس الدستوري...»
في صيف عام 1928، أُقيم المعرض السويسري للأعمال النسائية. صاحب هذا العرض دمية تذكارية: حلزون مكتوب عليه عبارة «حق المرأة في الاقتراع».
وُجه نقد لاذع إلى منظمات العرض بسبب الحلزون، وعد بعض المنتقدين أن هذا تصرف يدل على قلة النضج السياسي للنساء.

في عام 1929، قدم التحالف السويسري لحق المرأة في الاقتراع عريضة جديدة لتأكيد حق المرأة في الاقتراع، وتضمنت العريضة في هذه المرة عدد تواقيع تجاوز التواقيع المطلوبة لأي مبادرة شعبية. وصل عدد تواقيع الإناث إلى 170,397 توقيعًا، وبلغ عدد تواقيع الرجال 78,840 توقيعًا. وضع اتحاد النساء الكاثوليكي نفسه بمنأى علني عن مطالب المؤسسات النسائية الأخرى. في تصرف مماثل، عزلت المنظمات المعارضة الأخرى نفسها عن مطالب النساء، وفي عام 1931، قدّم الاتحاد السويسري المعارض لحق المرأة في الاقتراع السياسي عريضةً للاتحاد الفدرالي تحت عنوان «موقف ضد تسييس النساء السويسريات».